# Горностаевая черёмуховая моль
Горностаевая черёмуховая моль (лат. Yponomeuta evonymella) — вид бабочек из семейства горностаевых молей, вредитель черёмухи.
Данный фитофаг повсеместно распространён в средней полосе от европейской части России и Кавказа до Дальнего Востока и Китая.
Этот вид моли довольно высокочувствителен к биопрепаратам на основе энтомопатогенных бактерий, обработка ими гусениц младших возрастов достаточно эффективна при борьбе с этим вредителем.